# 金杉武司
金杉 武司（かなすぎ たけし、1972年 - ）は、日本の哲学者。國學院大學文学部哲学科教授。博士（学術）（東京大学・2003年）。専門は、西洋現代哲学・心の哲学。

## 略歴
埼玉県で生まれる。1995年東京大学教養学部科学史科学哲学分科卒、2003年同大学院 総合文化研究科広域科学専攻科学技術基礎論大講座  博士課程修了、「心の哲学における解釈主義 : 命題的態度とは何か?」で博士（学術）の学位を取得。2005年 高千穂大学教養部助教授、2007年同人間科学部准教授、2013年國學院大學文学部哲学科准教授、2016年教授。

## 著書

### 単著
- 『心の哲学入門』 勁草書房 2007年
- 『解釈主義の心の哲学 合理性の観点から』勁草書房, 2014.4

### 論文
- ＜金杉武司